# Johan Jacob Ferguson

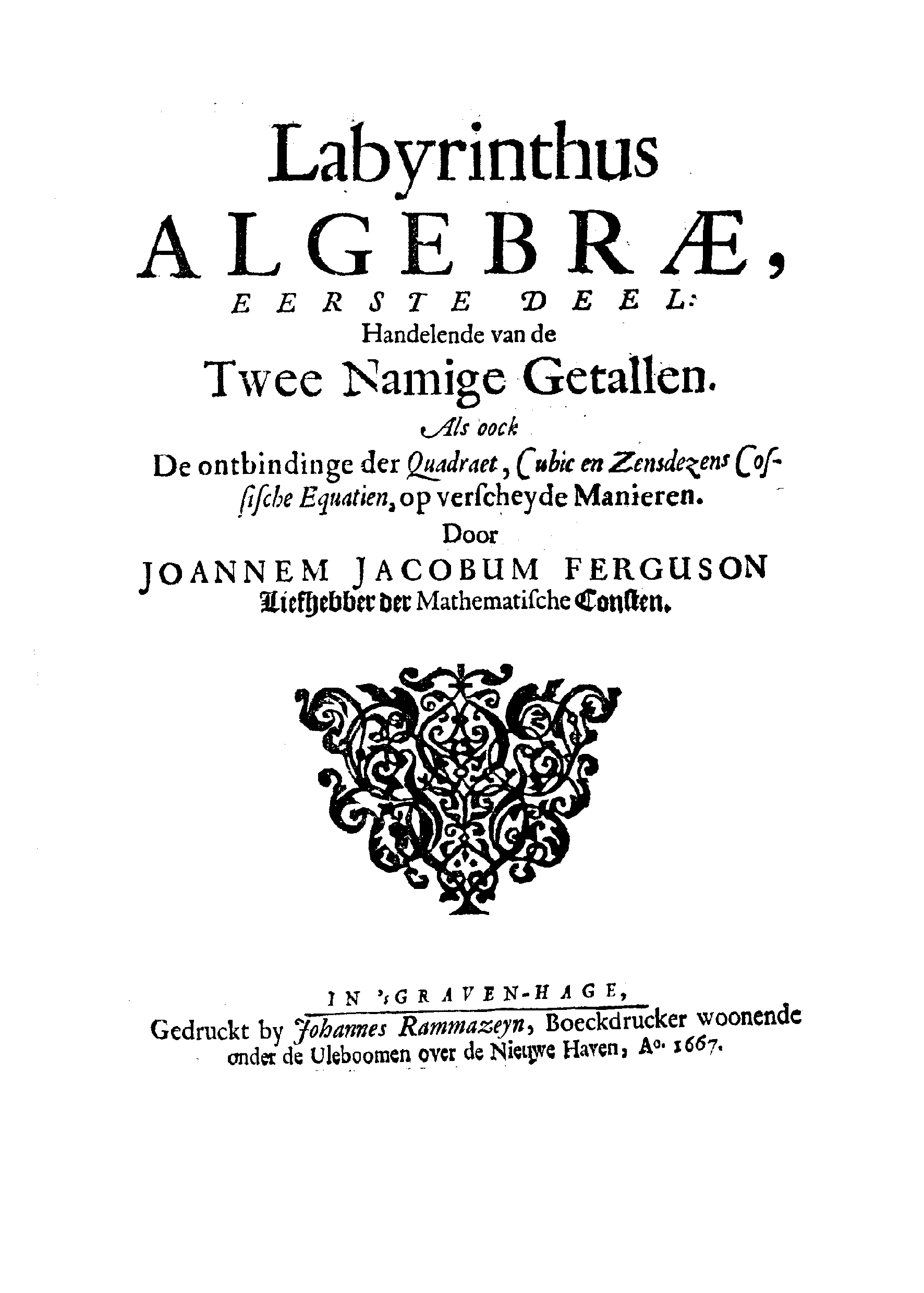
Labyrinthus algebrae (1667)

Johan Jacob Ferguson (Den Haag, 1630 - Amsterdam, 6 oktober 1691) was een Nederlandse wiskundige.
Hij was een penvriend van Gottfried Wilhelm Leibniz.